# Plotosidae
La famiglia Plotosidae comprende 36 specie di pesci d'acqua dolce e salata dell'ordine dei Siluriformes.

## Distribuzione e habitat
I Plotosidi sono diffusi nel Pacifico occidentale, lungo le coste che vanno dal Mar Rosso all'Australia, fino alle isole Figi. Una specie (Plotosus lineatus) è un migrante lessepsiano (è penetrato in Mediterraneo dal Canale di Suez) ed è ora comune lungo le coste israeliane.

## Descrizione
I Plotosidi sono pesci dal corpo simile a quello delle anguille, dalle quali però differiscono per la testa più grossa e arrotondata. La bocca è composta da due potenti e larghe mascelle provviste di denti, ed è circondata da 4 paia di grossi barbigli. 

Sul dorso una piccola pinna dorsale precede la seconda pinna, che è unita alla caudale e alla pinna anale, formando un'unica pinna che circonda per 3/4 il corpo del pesce. Le pinne pettorali e le ventrali sono robuste. Alcune specie sono provviste di aculei velenosi. La livrea è solitamente scura, striata o marezzata di bianco.

## Biologia
Animali gregari, specialmente da piccoli, tendono a raggrupparsi con la testa verso il pericolo quando la situazione si fa critica.

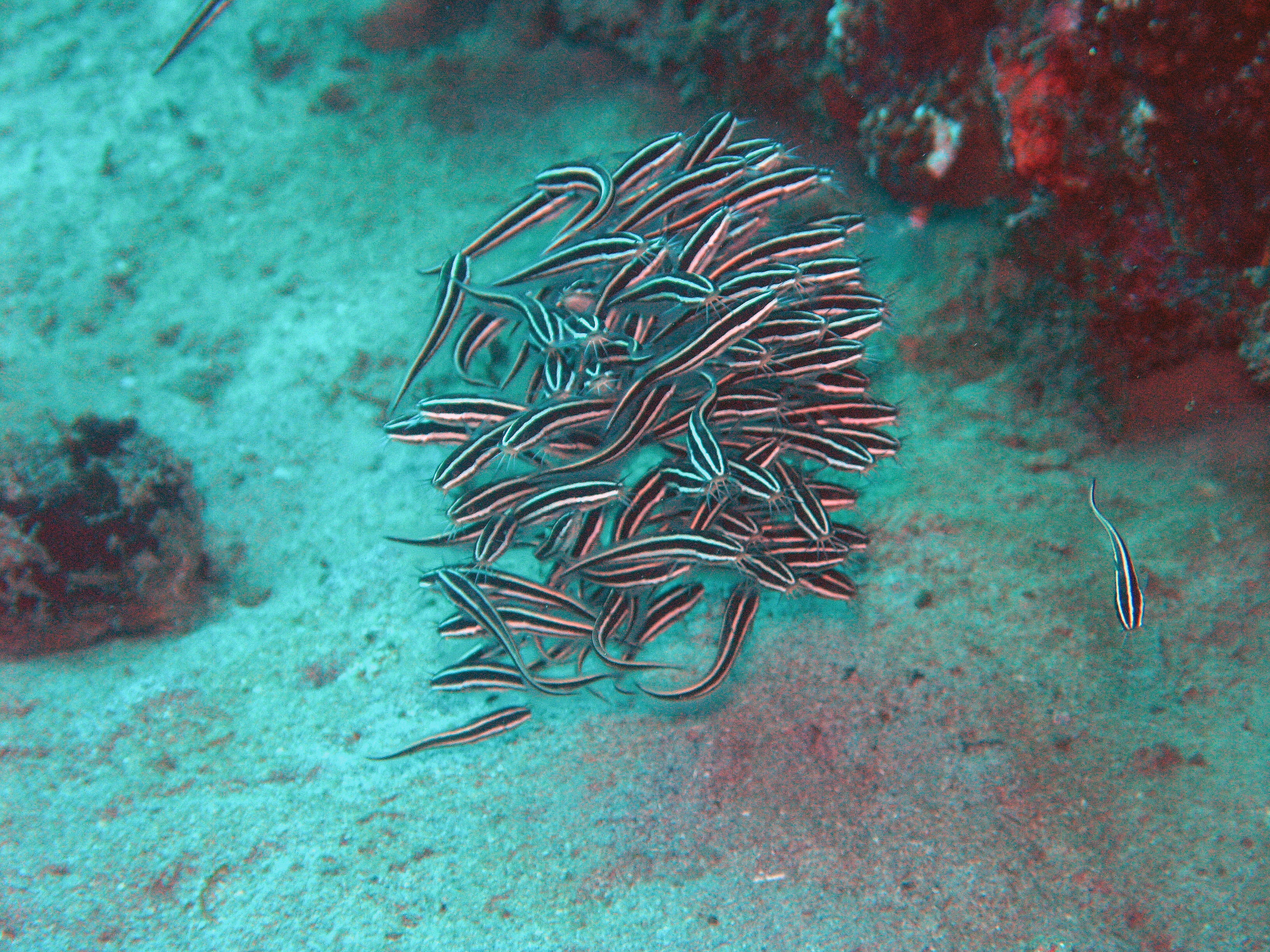
Piccoli di Plotosus lineatus in formazione difensiva
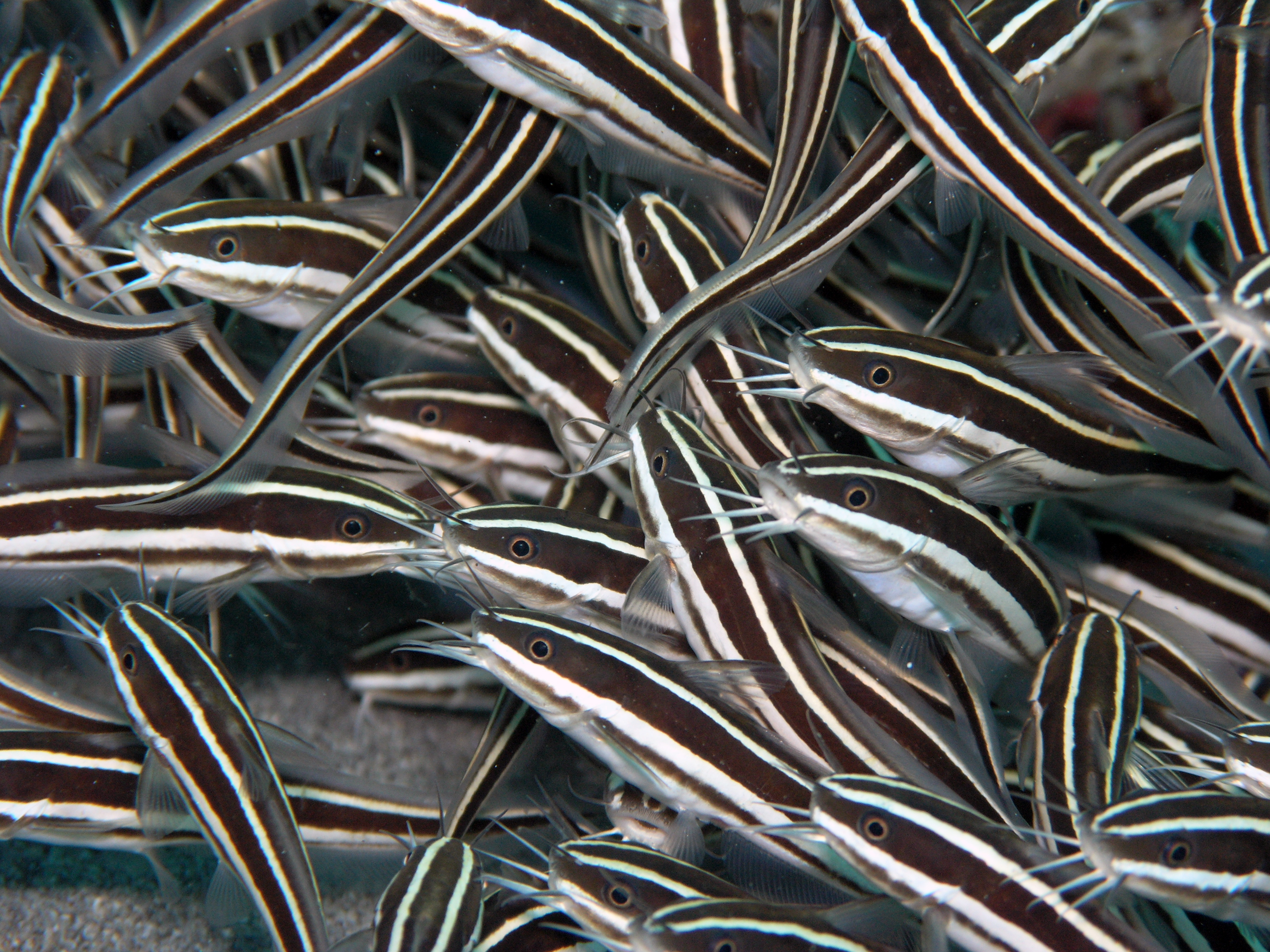
Piccoli di Plotosus lineatus in formazione difensiva

## Specie

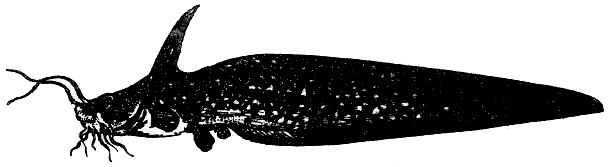
Euristhmus microceps

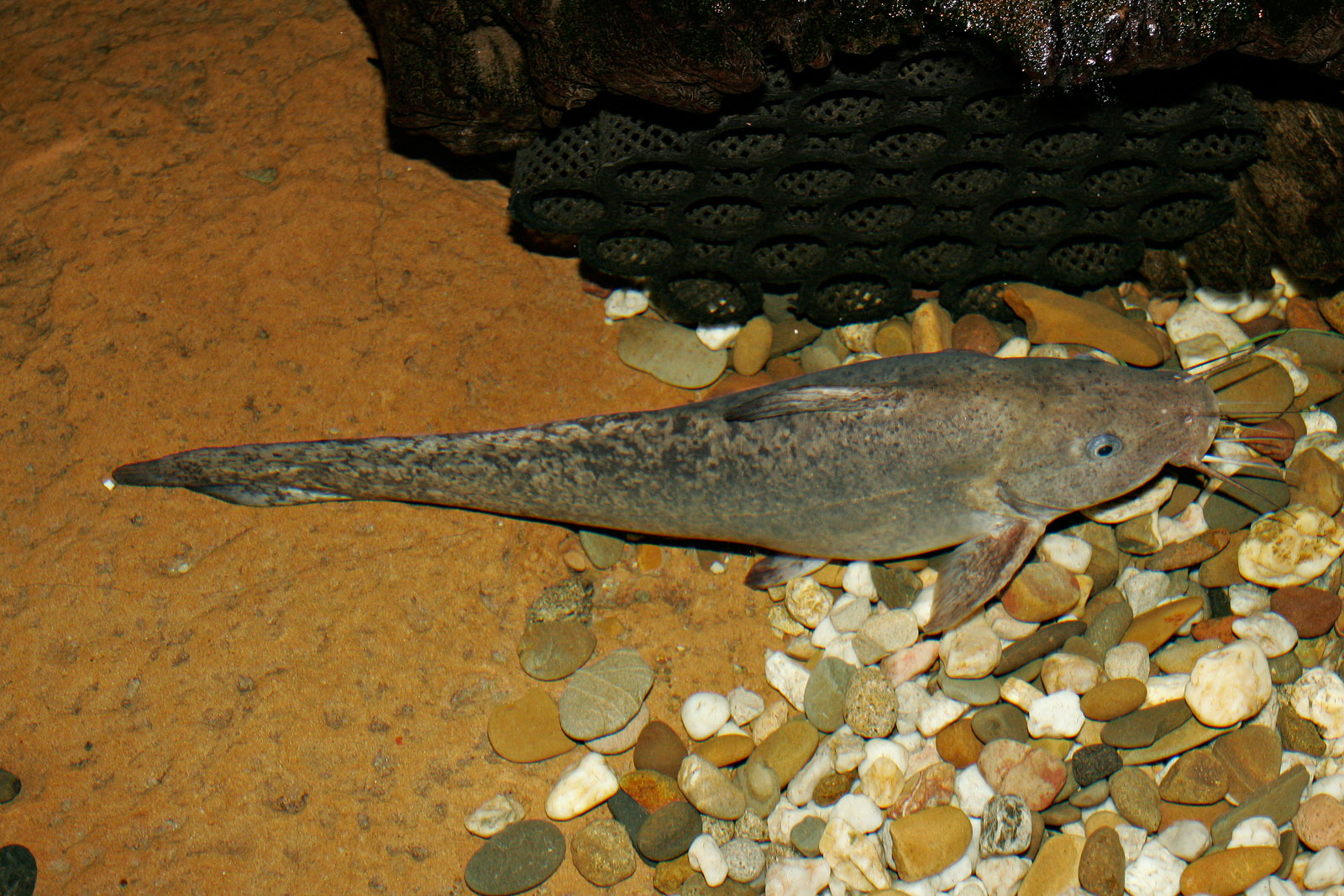
Plotosus sp.

- Genere Anodontiglanis
  - Anodontiglanis dahli
- Genere Cnidoglanis
  - Cnidoglanis macrocephalus
- Genere Euristhmus
  - Euristhmus lepturus
  - Euristhmus microceps
  - Euristhmus nudiceps
- Genere Neosiluroides
  - Neosiluroides cooperensis
- Genere Neosilurus
  - Neosilurus argenteus
  - Neosilurus ater
  - Neosilurus brevidorsalis
  - Neosilurus equinus
  - Neosilurus gjellerupi
  - Neosilurus gloveri
  - Neosilurus hyrtlii
  - Neosilurus idenburgi
  - Neosilurus mollespiculum
  - Neosilurus novaeguineae
  - Neosilurus pseudospinosus
  - Neosilurus rendahli
- Genere Oloplotosus
  - Oloplotosus luteus
  - Oloplotosus mariae
  - Oloplotosus torobo
- Genere Paraplotosus
  - Paraplotosus albilabris
  - Paraplotosus butleri
  - Paraplotosus muelleri
- Genere Plotosus
  - Plotosus abbreviatus
  - Plotosus brevibarbus
  - Plotosus canius
  - Plotosus fisadoha
  - Plotosus limbatus
  - Plotosus lineatus
  - Plotosus nkunga
  - Plotosus papuensis
- Genere Porochilus
  - Porochilus meraukensis
  - Porochilus obbesi
- Genere Tandanus
  - Tandanus bostocki
  - Tandanus tandanus[3]